# Kerncentrale Gösgen
Kerncentrale Gösgen (Kernkraftwerk Gösgen (KKG)) ligt bij Däniken in Zwitserland bij de rivier de Aare.
De centrale heeft één actieve drukwaterreactor. Siemens AG heeft net als voor kerncentrale Borssele de techniek geleverd. Eigenaar van de centrale heet Kernkraftwerk Gösgen-Däniken AG.
| Reactorblok | Reactortype | Vermogen | Begin bouw | Inbedrijfname | Stillegging |
| ----------- | ----------- | -------- | ---------- | ------------- | ----------- |
| Gösgen-1    | PWR         | 1010 MW  | 1973       | 1979          |             |

## Externe links

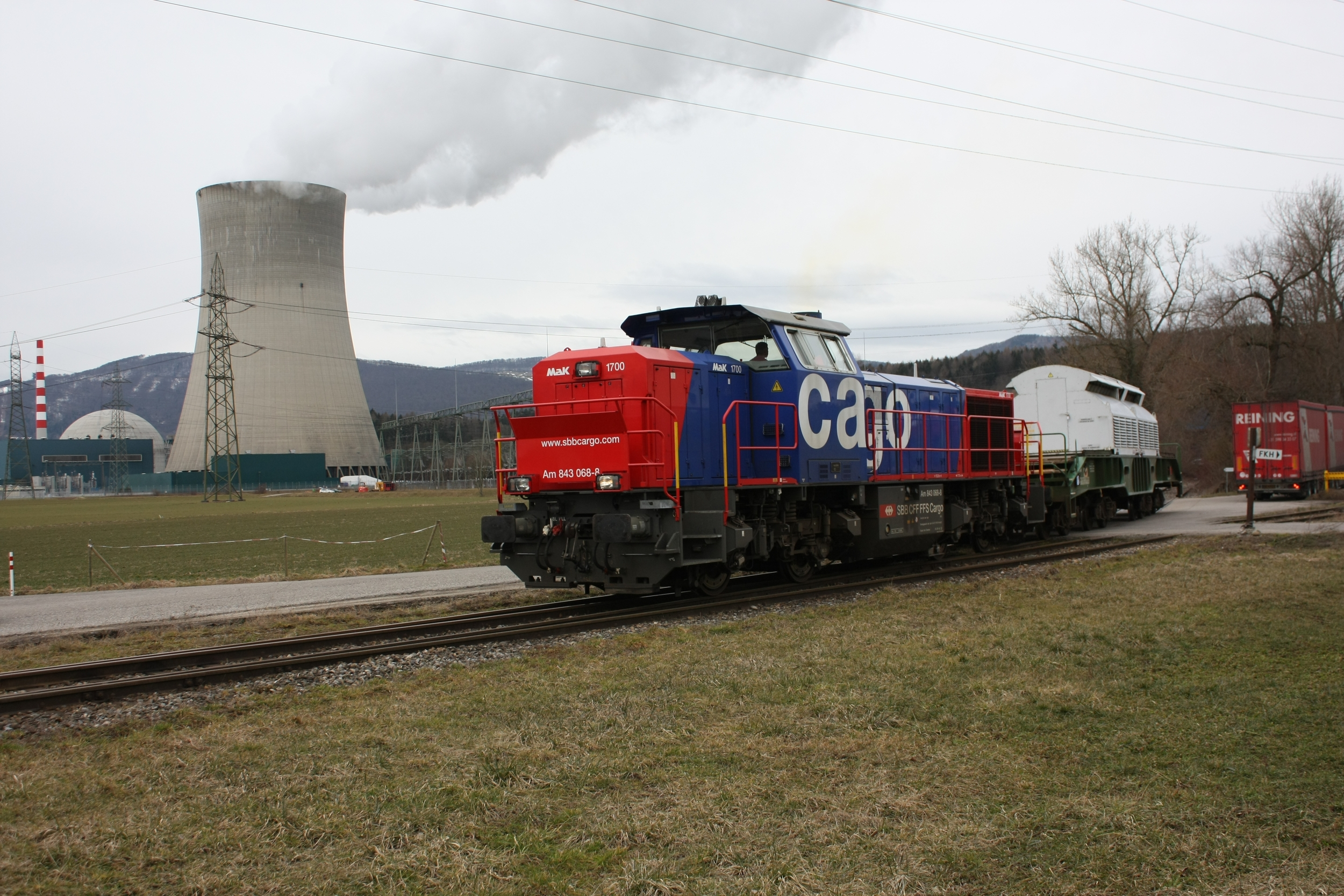
railtransport bij Kerncentrale Gösgen